# Olivia Apps
Olivia Apps, född 1 december 1998, är en kanadensisk rugbyspelare. Hon ingick i det kanadensiska lag som tog silver i sjumannarugby vid OS 2024 i Paris.